# 3675 Kemstach
3675 Kemstach è un asteroide della fascia principale. Scoperto nel 1982, presenta un'orbita caratterizzata da un semiasse maggiore pari a 3,3643649 UA e da un'eccentricità di 0,0952335, inclinata di 10,85612° rispetto all'eclittica.